# 煙幕 (變形金剛)
煙幕（Smokescreen），是變形金剛中的其中一個角色。

## G1世界觀
「無論是在都麼激烈的戰鬥中，還是友好的會議之中，烟幕總是隱藏著自己真實的意圖。他的工作是令敵人迷失方向。雖然行動詭異，但烟幕卻是一位和藹可親的變形金剛，是在所有博派(Autobot)的戰士中最值得信賴的。」
煙幕的玩具和巡弋者(Prowl)、藍霹靂(Bluestreak)共用同樣的模具，只不過是藍色和黃色的塗裝。

## 真人電影
雖然沒有在任何一部真人電影中登場亮相，然而在玩具方面，孩之寶(Hasbro)將煙幕塑造成與爵士(Jazz)相同造型、不論長相還是變形車後的車型幾乎與爵士一模一樣的形象、不過只是將爵士原有的銀色改成煙幕在動畫中的顏色紅、藍雙色。為了彌補遺憾煙幕在真人電影中未出場的缺憾，在變形金剛真人電影後傳漫畫，〈天王星的治世〉第三集中才有正式出場亮相，在雅希(Arcee)帶領下與天王星(Starscream)領軍的狂派(Decepticon)進行戰鬥，在保護因裂雷(Thundercracker)攻擊受傷空襲時，受到天王星的空中攻擊而生死不明。

## 變形金剛：領袖之證版(Transformers Prime)
造型和顏色整體上接近G1，在第二季後期登場的新角色，精英部隊(Elite Guard)的成員，由諾蘭‧諾斯(Nolan North)聲演。人類搭擋為傑克(Jack)。個性膽大心細，和輪傑(Wheeljack)一樣略帶幽默性格，活力十分充沛，但與輪傑不同的在於他對柯博文(Optimus Prime)帶著景仰的心態，而且不懂得看場合說話，在鐵漢(Bulkhead)受傷期間多次無心激怒鐵漢。
因劫持狂派戰艦墜落到地球，在博派被攻擊時他用能量晶炸死武裝獸和昆蟲聯隊，因此和博派相遇。載具型態為白藍配色的NASCAR，傑克曾問他要不要變形成水泥攪拌車時提及工程金剛的事。
在紅色能量晶體爭奪戰中利用大黃蜂奪得的相位轉移器將天極戰甲內的天王星揪出來，但仍被天王星取得紅色能量晶體。體內藏有最後一把終極之鑰，所以一度被狂派綁架。武器為雙手伸出的雷射槍。
在第三季初被瀕死柯博文任命為新的至尊、並打算將領袖矩陣(The Matrix of Leadership)交付給他，可是他拒絕，並用索拉斯至尊聖槌最後的能量救活柯博文。在第三季裡跟其他人會合後，重新掃瞄另一台藍黃配色的NASCAR。在最終戰時為了把星辰劍帶給柯博文受阻而將其交給大黃蜂，並見證了密卡登的死亡，最後跟博派回到賽博坦。
其精力充沛的個性、有時會闖禍的習慣、被交付領導模塊的經歷和《變形金剛：大電影》版本的熱破相當接近。
1. ↑  Cullen, Peter; Montano, Sumalee; Combs, Jeffrey, , Darby Pop Productions, Digitalscape Co. Ltd., Hasbro Studios, 2010-11-26  [2023-06-26], （原始内容存档于2023-06-26）